# روبرت بايرون بيرد
روبرت بايرون بيرد (بالإنجليزية: Robert Byron Bird)‏ هو كيميائي ومهندس أمريكي، ولد في 5 فبراير 1924 في بريان في الولايات المتحدة.